# 张席禔
张席禔（1898年—1966年），字惠远，河北定县人，中国古生物学家、地层学家，九三学社中央委员会委员。